# Kukunda, Sedam
Kukunda là một làng thuộc tehsil Sedam, huyện Gulbarga, bang Karnataka, Ấn Độ.